# Puig Roig (Palau-sator)
El Puig Roig és una muntanya de 72 metres que es troba al municipi de Palau-sator, a la comarca catalana del Baix Empordà.